# Bio Ritmo
Bio Ritmo Salsa Machine est un groupe de salsa de Richmond en Virginie aux États-Unis.
Ce groupe de neuf musiciens recrée le son de la salsa classique des "newyoricains" (portoricains de New York) du début des années 1970), avec un côté "big band" pour la section cuivres.
Ils interprètent plusieurs styles de musique latine : rythmes afro-cubains, samba, son cubain, merengue, boléro, flamenco, mambo, cha-cha-cha et Latin jazz.
Le groupe s'est formé au début des années 1990 à l'Université de Virginie, tout comme Dave Matthews Band et Fighting Gravity.
En novembre 2003, "Salsa Machine"  a remporté le prix de la meilleure performance scénique du Nord-Est décerné par l'IMWS (Independent Music World Series) et ils ont été finalistes en 2004 aux "Independent Music Awards", catagégorie musique latine.

## Musiciens
- Rei Alvarez : chant et güiro (membre depuis le début)
- Gabo Tomasini : congas (membre depuis le début)
- Giustino Riccio : timbal, claves (membre depuis le début)
- Matt Hall : basse
- Marlysse Simmons : piano
- Bryan Hooten : trombone
- Tobias Whitaker : trombone
- Bob Miller : trompette
- Tim Lett : trompette

## Discographie
- Compilations sur lesquelles ils figurent : Siempre Salsa : compilation du meilleur de la salsa indépendante par le magazine Latin Beat ; Ritmo Rico (Suisse) ; Latin Lounge Vol. 1 (Hollande).

## Concerts
Ils ont donné de nombreux concerts aux États-Unis mais aussi au Canada et à Porto Rico et se sont produits au  Festival d'été de Central Park en première partie de la Sonora ponceña, et aux Nuits du Swing, au Lincoln Center à New York en juillet 2006